# Spiderland
Spiderland es el segundo y último álbum de la banda estadounidense de rock: Slint. Fue lanzado el 27 de marzo de 1991 por la discográfica Touch and Go Records. El álbum presenta letras narrativas que enfatizan la alienación y cuenta, además, con dinámicas que se alternan drásticamente y con una infinidad maniobras vocales que van desde la palabra hablada hasta los gritos. Spiderland fue el primer lanzamiento de la banda con la discográfica Touch and Go y el único que incluyó a Todd Brashear.
Si bien, no tuvo gran reconocimiento cuando se lanzó, el álbum eventualmente vendió más de 50.000 copias y tras la ruptura de Slint se convirtió en un álbum importante para el género underground. Por otro lado, ha influido en el estilo de varias bandas de género post-rock. En el año 2005, 2007 y 2013-2014, la banda volvió a reunirse para embarcarse en giras en las que presentaron Spiderland en su totalidad.

## Historia
La banda Slint se formó en 1987 en Louisville, Kentucky con los miembros restantes de la banda de punk rock, Squirell Bait. Entre dichos miembros se encontrabam Brian McMahan en la guitarra y en las voces, David Pajo en la guitarra, Britt Walford en la batería y Ethan Buckler en el bajo. Su primer álbum de estudio, Tweez, fue lanzado bajo el sello discográfico propio Jennifer Hartman Records and Tapes. Luego de un tiempo, Buckler abandonó la banda debido a que no se sentía a gusto con la producción de Abini. Así, Todd Brashear se convirtió en el nuevo bajista.
Luego de que Slint terminara una breve gira que promocionaba Tweez, varios de los miembros ingresaron a la universidad. Durante ese tiempo, McMahan y Walford comenzaron a componer canciones para el próximo álbum. Escribieron seis canciones nuevas que ensayaron junto a la banda durante la primavera de 1990 y, finalmente, ingresaron al estudio River North Records en agosto de 1990 para comenzar con la grabación. Ninguna de las canciones tenía letras ni voces, por lo que la banda las compuso dentro del estudio. El productor, Brian Paulson, conocido por su estilo de grabación "en vivo", comentó que "era raro mientras trabajábamos en Spiderland porque Recuerdo estar sentado y tener la certeza de que el álbum tenía un algo. Nunca había escuchado algo parecido".
Se dice que las sesiones de grabación de Spiderland fueron difíciles para los miembros de la banda. De acuerdo con AllMusic, las grabaciones fueron "intensas, traumáticas y una evidencia que apoya la teoría de que los miembros de la banda tuvieron que internarse de manera periódica mientras terminaban el álbum". Algunos rumores aseguraban que al menos uno de los miembros de Slint había hecho consultas en un hospital psiquiátrico. Walford se refirió a estas teorías en la revista Select comentando que "intentaban ser serios con todo, algo intensos, y eso hizo que la grabación del álbum fuera un poco estresante". El álbum se grabó en cuatro días.

## Lista de canciones
Todas las canciones fueron escritas por los integrantes de la banda, a excepción de la canción que indica lo contrario.
| N.º | Título                               | Duración |  |
| 1.  | «Breadcrumb Trail»                   | 5:55     |  |
| 2.  | «Nosferatu Man»                      | 5:35     |  |
| 3.  | «Don, Aman» (McMahan, Pajo, Walford) | 6:28     |  |
| 4.  | «Washer»                             | 8:50     |  |
| 5.  | «For Dinner...»                      | 5:05     |  |
| 6.  | «Good Morning, Captain»              | 7:38     |  |